# Лаксбах (приток Эльбы)
Лаксбах (нем. Lachsbach) — река в Германии, малый приток Эльбы. Протекает по территории федеральной земли Саксонии.

## Географические характеристики
Река Лаксбах протекает в Германии, является притоком реки Эльбы. Её длина составляет около 3 км (или 34,3 км, если учитывать приток Поленц), площадь водосборного бассейна равна 269 км². Лаксбах берёт начало в Эльбских песчаниковых горах на высоте около 400 метров над уровнем моря, образуясь при слиянии рек Себниц и Поленц в районе Поршдорфа. Река течёт через регион Саксонской Швейцарии и впадает в Эльбу недалеко от города Бад-Шандау на высоте 117 метров над уровнем моря.

## Экология и природные условия
Лаксбах протекает через территорию Саксонской Швейцарии с богатым разнообразием флоры и фауны. Берега реки характеризуются густыми лесами (бук, дуб, ель), скалистыми утёсами, типичными для Эльбских песчаниковых гор. Река и прилегающие территории включены в программу охраны природы региона, что позволяет сохранить биоразнообразие и минимизировать антропогенное воздействие.

### Животный мир

#### Рыбы
В Лаксбахе обитает обыкновенный хариус (Thymallus thymallus), ручьевая форель (Salmo trutta fario), а также гольян (Phoxinus phoxinus). Эти виды свидетельствуют о высоком качестве воды и её пригодности для жизни холодноводных организмов.

#### Птицы
Вдоль берегов реки можно встретить зимородка (Alcedo atthis), серую цаплю (Ardea cinerea) и утку-крякву (Anas platyrhynchos). Эти виды зависят от водных экосистем как источника пищи и мест гнездования.

#### Млекопитающие
Среди млекопитающих, обитающих в прибрежных лесах, выделяются выдра (Lutra lutra), которая активно использует реку для охоты, а также лесная куница (Martes martes).

### Растительный мир
Вдоль реки растут характерные для влажных зон виды, такие как тростник обыкновенный (Phragmites australis), белокопытник (Petasites albus) и различные виды мхов, стабилизирующих берега реки.

### Экологические угрозы
Хотя качество воды остаётся высоким, рост туристического потока создаёт определённое давление на экосистему. Это выражается в увеличении количества бытовых отходов и вытаптывании береговой растительности. Выдра, как индикатор здоровья водных экосистем, демонстрирует устойчивую популяцию, однако требует постоянного мониторинга из-за уязвимости к изменению среды.

## Достопримечательности
Река Лаксбах и её окрестности славятся природной красотой и культурным наследием, что делает их популярным местом для туристов. Протекая через живописные Эльбские песчаниковые горы, Лаксбах открывает потрясающие виды на высокие скалы, узкие ущелья и природные арки. Особенно выделяется долина реки, окружённая густыми лесами и скалистыми обрывами, по которой проложены живописные пешеходные маршруты.
Место слияния рек Поленц и Себниц, где образуется Лаксбах, привлекает любителей природы своей тишиной и уединением. Недалеко от устья реки расположен курортный город Бад-Шандау, известный своими термальными источниками, старинной архитектурой и близостью к Саксонскому национальному парку.
Исторические достопримечательности включают руины средневекового замка Гогенштайн, возвышающиеся над долиной Лаксбаха. Замок, кроме своей исторической ценности, предлагает великолепные панорамные виды. Пешеходные маршруты Малера, проходящие вдоль реки, вдохновляли художников и поэтов эпохи романтизма, а сегодня привлекают любителей активного отдыха.